# (34523) 2000 SU194
2000 SU194 (asteroide 34523) é um asteroide da cintura principal. Possui uma excentricidade de 0.10635670 e uma inclinação de 1.37753º.
Este asteroide foi descoberto no dia 24 de setembro de 2000 por LINEAR em Socorro.